# Wer sich selbst erhöhet, der soll erniedriget werden
Wer sich selbst erhöhet, der soll erniedriget werden (in tedesco, "Chi si innalza deve essere umiliato") BWV 47 è una cantata di Johann Sebastian Bach.

## Storia
La cantata Wer sich selbst erhöhet, der soll erniedriget werden venne composta da Bach a Lipsia nel 1726 e fu eseguita per la prima volta il 13 ottobre dello stesso anno in occasione della XVII domenica dopo la Trinità. La cantata venne inoltre replicata fra il 1735 ed il 1740 e forse nel 1742. Il libretto è tratto dal vangelo secondo Luca, capitolo 14 versetti 11 e 18, per il primo movimento, da una poesia di Johann Friedrich Helbig per il secondo ed il quarto e da testo di autore sconosciuto per il quinto.
Il tema musicale deriva dal corale Warum betrübst du dich, mein Herz, di compositore sconosciuto.

## Struttura
La cantata è scritta per soprano solista, basso solista, coro, violino I e II, oboe I e II, viola, organo obbligato e basso continuo ed è suddivisa in cinque movimenti:
1. Coro: Wer sich selbst erhöhet, der soll erniedriget werden, per tutti.
2. Aria: Wer ein wahrer Christ will heißen, per soprano, organo obbligato e continuo.
3. Recitativo: Der Mensch ist Kot, Stank, Asch und Erde, per basso, archi e continuo.
4. Aria: Jesu, beuge doch mein Herze, per basso, oboi, violino e continuo.
5. Corale: Der zeitlichen Ehrn will ich gern entbehrn, per tutti.